# 布约纳克
布约纳克（法語：Bouilhonnac，法語發音：[bujɔnak] ⓘ）是法国奥德省的一个市镇，属于卡尔卡松区。

## 地理
布约纳克（43°13'53"N, 2°26'23"E）面积5.71 平方千米，位于法国奧克西塔尼大區奥德省，该省份为法国南部沿海省份，北起塔恩省，西北接上加龙省，西接阿列日省，南至东比利牛斯省，东临地中海，东北与埃罗省接壤。
与布约纳克接壤的市镇（或旧市镇、城区）包括：洛尔米内尔瓦、米内尔瓦地区马尔韦、特雷布、维拉利耶、维勒迪贝尔。
布约纳克的时区为UTC+01:00、UTC+02:00（夏令时）。

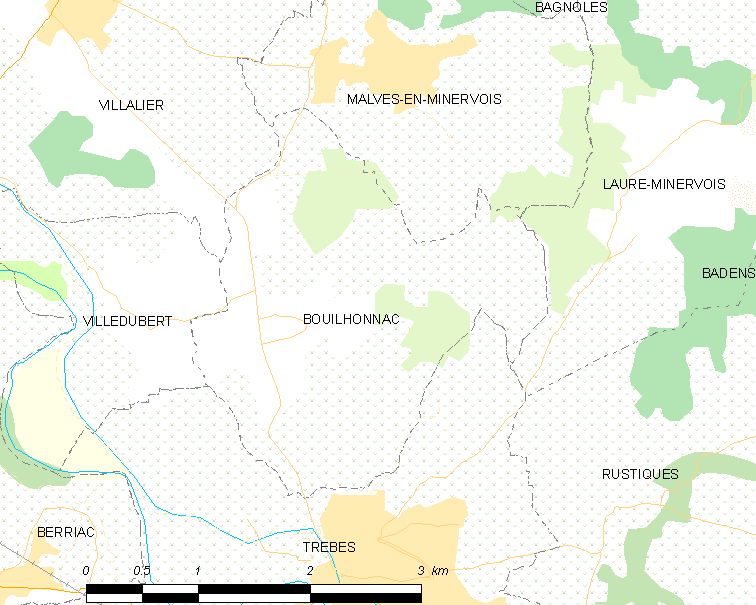
布约纳克的OSM定位图

## 行政
布约纳克的邮政编码为11800，INSEE市镇编码为11043。

## 政治
布约纳克所属的省级选区为亚拉里克山县。

## 人口

1962-2008年间布约纳克人口变化图示

布约纳克于2022年1月1日时的人口数量为222人。